# Annemiek de Haan
Annemiek de Haan est une rameuse néerlandaise née le 15 juillet 1981 à Groningue.

## Biographie
Aux Jeux olympiques d'été de 2004 à Athènes, Annemiek De Haan est médaillée de bronze en huit avec Froukje Wegman, Nienke Hommes, Hurnet Dekkers, Marlies Smulders, Annemarieke van Rumpt, Sarah Siegelaar, Helen Tanger et la barreuse Ester Workel.
Aux Jeux olympiques d'été de 2008 à Pékin, elle obtient la médaille d'argent en huit avec Nienke Kingma, Femke Dekker, Roline Repelaer van Driel, Marlies Smulders, Helen Tanger, Sarah Siegelaar, Annemarieke van Rumpt et la barreuse Ester Workel.
En 2012 à Londres, une nouvelle médaille de bronze est obtenue en huit avec Nienke Kingma, Chantal Achterberg, Jacobine Veenhoven, Roline Repelaer van Driel, Claudia Belderbos, Carline Bouw, Sytske de Groot et la barreuse Anne Schellekens.

## Palmarès

### Jeux olympiques
- 2012 à Londres,  Royaume-Uni
  -  Médaille de bronze en huit
- 2008 à Pékin,  Chine
  -  Médaille d'argent en huit
- 2004 à Athènes,  Grèce
  -  Médaille de bronze en huit

### Championnats du monde
- 2005 à Gifu,  Japon
  -  Médaille de bronze en huit